# Gwangju Open 2023
Il Gwangju Open 2023 è stato un torneo maschile di tennis giocato sul cemento. È stata la 6ª edizione del torneo, facente parte della categoria Challenger 75 nell'ambito dell'ATP Challenger Tour 2023. Si è giocato al Jinwol International Tennis Court di Gwangju, in Corea del Sud, dal 1° al 7 maggio 2023.

## Partecipanti

### Teste di serie
| Nazionalità | Giocatore           | Ranking* | Testa di serie |
| ----------- | ------------------- | -------- | -------------- |
| Australia   | Max Purcell         | 89       | 1              |
| Stati Uniti | Christopher Eubanks | 90       | 2              |
| Australia   | Jordan Thompson     | 91       | 3              |
| Australia   | James Duckworth     | 102      | 4              |
| Ecuador     | Emilio Gómez        | 115      | 5              |
| Australia   | Rinky Hijikata      | 141      | 6              |
| Australia   | Aleksandar Vukic    | 142      | 7              |
| Stati Uniti | Denis Kudla         | 146      | 8              |

* Ranking al 24 aprile 2023.

### Altri partecipanti
I seguenti giocatori hanno ricevuto una wild card per il tabellone principale:
- Chung Yun-seong
- Park Ui-sung
- Shin San-hui

I seguenti giocatori sono entrati in tabellone come alternate:
- Bu Yunchaokete
- Evgenij Donskoj
- Yuta Shimizu

I seguenti giocatori sono passati dalle qualificazioni:
- Luke Saville
- Peter Gojowczyk
- Dominik Palan
- Omar Jasika
- Jason Jung
- Daniel Masur

## Punti e montepremi
| Torneo    | Torneo              | V      | F     | SF    | QF    | 2T    | 1T  | Q | Q2  | Q1  |
| Singolare | Punti               | 75     | 50    | 30    | 16    | 7     | 0   | 4 | 2   | 0   |
| Singolare | Premi in denaro ($) | 10,840 | 6,355 | 3,780 | 2,200 | 1,300 | 780 | – | 390 | 200 |
| Doppio    | Punti               | 75     | 50    | 30    | 16    | –     | 0   | – | –   | –   |
| Doppio    | Premi in denaro ($) | 4,645  | 2,700 | 1,630 | 965   | –     | 545 | – | –   | –   |

## Campioni

### Singolare
Jordan Thompson ha sconfitto in finale  Max Purcell con il punteggio di 6–3, 6–2.

### Doppio
Evan King /  Reese Stalder hanno sconfitto in finale  Andrew Harris /  John-Patrick Smith con il punteggio di 6–4, 6–2.